# Iákovos Kambanéllis
Cet article concerne l'écrivain grec. Pour l'homme politique français, voir Jean-Christophe Cambadélis.
Iákovos Kambanéllis (en grec moderne : Ιάκωβος Καμπανέλλης) né le 2 décembre 1922 à Naxos et mort le 29 mars 2011 à Athènes, est un écrivain, poète, dramaturge et réalisateur grec.

## Biographie
Iakovos Kambanellis est né à Naxos le 2 décembre 1922. En 1935, sa famille abandonna l’île pour s’installer à Athènes. Il dut travailler dès l'âge de quinze ans. D’octobre 1943 jusqu’au 5 mai 1945, il fut prisonnier au camp de concentration nazi de Mauthausen. Dans les jours qui suivirent la libération du camp par l’armée américaine, il fut élu par les Grecs survivants représentant auprès du Comité qui prenait les dépositions et veillait au rétablissement physique et au rapatriement des prisonniers. Il aurait dû rentrer assez rapidement en Grèce, mais, bien que non-Juif, Kambanellis décida de rester avec ses compatriotes juifs dont le désir d’aller en Palestine était contrecarré par la politique britannique, si bien qu’il séjourna dans le camp libéré deux mois supplémentaires. La prolongation de ce séjour accroît la portée de témoignage de son récit Mauthausen publié en 1965. Ce texte poignant et original inspira le compositeur Mikis Theodorakis qui, dans La Cantate de Mauthausen, mit en musique des poèmes qu'Iakovos Kambanellis écrivit pour l'album. La chanson la plus célèbre en est Άσμα Ασμάτων (Cantique des Cantiques) dont la première interprète fut Maria Farandouri.
Quelques mois après son retour en Grèce, il eut ce qu’il considérait comme une révélation pour le théâtre en assistant à une représentation mise en scène par Karolos Koun, artiste et intellectuel qui transforma la scène théâtrale grecque par ses approches dramaturgiques fondées sur la méthode Stanislavski. Le rescapé de Mauthausen devint dramaturge. C’est en 1957 que sa pièce Η Αυλή των θαυμάτων (La Cour des miracles) le fit véritablement connaître. Elle passe pour l’œuvre fondatrice du théâtre grec contemporain. Kambanellis y inaugure une façon néo-réaliste de présenter des « tranches de vie » qui laisse de la place à des éléments symboliques, parodiques, satiriques, burlesques ou absurdes. En outre, son théâtre se prête aussi au jeu de l’intertextualité en faisant revivre des personnages mythiques du patrimoine théâtral occidental. Il écrivit une quarantaine de pièces aux sujets et genres variés, allant du monologue à la pièce nécessitant des dizaines de personnages. La pièce Ο μεγάλος μας τσίρκο (Notre grand cirque) créée en 1973 eut un immense succès et fut considérée comme un acte de résistance à la dictature des colonels. En 2002 (le dramaturge avait quatre-vingts ans), Μια Κωμωδία (Une Comédie) avec sa soixantaine de personnages montre, avec un humour grinçant, des Enfers qui rappelle[pas clair] la Grèce contemporaine, tandis que la dernière pièce de théâtre montée du vivant de l’auteur Οι δύσκολες νύχτες του κυρίου Θωμά (Les nuits difficiles de Monsieur Thomas) (2005) est l’émouvant monologue d’un veuf.
Iakovos Kambanellis attribuait une grande importance à la musique : il travailla avec de célèbres compositeurs comme Mikis Théodorakis, Manos Hadjidakis ou Stavros Xarchakos.
Iakovos Kambanellis fut aussi le scénariste du film Stella de Cacoyannis (1955), adaptation de sa pièce de théâtre Stella aux gants rouges écrite pour Mélina Mercouri. Il écrivit également le scénario de L'Ogre d'Athènes (Ο Δράκος) de Nikos Koundouros (1956). En 1968, il fut le scénariste et le réalisateur du film Le Canon et le Rossignol (Το κανόνι και τ'αηδόνι).
Il mourut le 29 mars 2011 à 88 ans à Athènes, quelques jours après sa femme.

## Œuvres

### Récit
- Mauthausen [Μαουτχάουζεν], Athènes, Themelio, 1965; rééd. Kedros, 1995. traduction en français par Solange Festal-Livanis, publiée en 2020 par les éditions Albin Michel,  (ISBN 978-2226441416)

### Théâtre
- Personnages pour violon et orchestre, Athènes, 1976. traduction en français par Hélène Zervas, publiée en 2023 par les éditions l'Espace d'un instant  (ISBN 978-2-37572-050-9)
- La cour des miracles [Ἡ αὐλή τῶν θαυμάτων], tome I, Athènes, Kedros, 1978. traduction en français par Gilles Decorvet, publiée en 2022 par les éditions l'Espace d'un instant  (ISBN 978-2375720424)
- L’âge de la nuit [Ἡ ἠλικία τῆς νύχτας], tome I, Athènes, Kedros, 1978.
- Le septième jour de la création [Ἡ ἕβδομη μέρα τῆς δημιουργίας], tome I, Athènes, Kedros, 1978.
- Le conte sans nom [Τό παραμύθι χωρίς ὄνομα], tome II, Athènes, Kedros, 1979.
- Ulysse rentre à la maison [Ὀδυσσέα γύρισε σπίτι], tome II, Athènes, Kedros, 1979.
- Viva Aspasia [Βίβα Ασπασία], tome II, Athènes, Kedros, 1979.
- Les quatre pieds de la table [Τά τέσσερα πόδια τοῦ τραπεζιοῦ], tome III, Athènes, Kedros, 1981.
- La Voie… [Ἡ Ὁδός …], tome IV, Athènes, Kedros, 1989.
- Le cortège invisible [Ὁ ἀόρaτος θίασος], tome IV, Athènes, Kedros, 1989.
- Le Gorille et Hοrtensia [Ὁ Γορίλας καί ἡ Ὁρτανσία], tome IV, Athènes, Kedros, 1989.
- Lui et son pantalon [Αὐτός καί τό παντελόνι του], tome IV, Athènes, Kedros, 1989.
- Au pays Ibsen [Στή χώρα Ἰψεν], tome VI, Athènes, Kedros, 1994.
- La Cène [Ὁ Δεῖπνος], tome VI, Athènes, Kedros, 1994.
- Le dialogue [Ὁ διάλογος], tome VI, Athènes, Kedros, 1994.
- Personne et les Cyclopes ou la Reconnaissance [Ὁ Κανείς καί οἱ Κύκλωπες ἤ ἡ Ἀναγνώριση], tome VI, Athènes, Kedros, 1994.
- Voie parallèle à Thèbes [Πάροδος Θηβῶν], tome VI, Athènes, Kedros, 1994.
- Le dernier acte [Ἡ τελευταία πράξη], tome VII, Athènes, Kedros, 1998.
- Une comédie [Μιά κωμωδία], tome VII, Athènes, Kedros, 1998.
- Une rencontre quelque part ailleurs [Μιά συνάντηση κάπου ἀλλοῦ], tome VII, Athènes, Kedros, 1998.
- Le peuple ennemi [Ὁ ἐχθρός λαός], tome VIII, Athènes, Kedros, 2010.
- Notre grand cirque [Tό μεγάλο μας τσίρκο], tome VIII, Athènes, Kedros, 2010.
- La colonie pénitentiaire [Ἡ ἀποικία τῶν τιμωρημένων], tome IX, Athènes, Kedros, 2014.

### Scénarios
- Stélla
- L'Ogre d'Athènes
- Dollars et rêves
- Les As du terrain
- L'Enlèvement de Perséphone
- Le Petit Fiacre
- La Rivière
- Le Rendez-vous du dimanche
- Blanche-Neige et les Sept Vieux Garçons
- Le Septième Jour de la création
- Le Canon et le Rossignol
- Filles au soleil
- Un Allemand à Kalavryta
- Ombres sur le sable

### Films
- 1960 Blanche-Neige et les Sept Vieux Garçons
- 1968 Le Canon et le Rossignol

### Essai
- Depuis la scène et depuis le parterre [Ἀπό σκηνῆς καί ἀπό πλατείας], Athènes, Kastaniotis, 1990.

### Discographie (auteur des poèmes)
- Mános Hadjidákis, Conte sans nom [Παραμύθι χωρίς όνομα], EMI COLUMBIA, 1965.
- Míkis Theodorákis, Le quartier des anges [Η γειτονιά των αγγέλων] HIS MASTER’S VOICE, 1963.
- Míkis Theodorákis, Mauthausen [Μαουτχάουζεν], EMI COLUMBIA, 1966.
- Stávros Xarchákos, Monde Mon Amour [Κόσμε Αγάπη Μου], EMI COLUMBIA, 1969.
- Stávros Xarchákos, Notre grand cirque [Ο μεγάλος μας τσίρκος ], EMI COLUMBIA, 1974.
- Míkis Theodorákis, Le peuple ennemi [Ο Εχθρός Λαός], MINOS, 1975.
- Stávros Xarchákos, Byzance 976 la fête des Calendes[Βυζάντιο 976 η γιορτή των καλέντων], UNIVOX, 1977.
- Spiros Exaras (en), Sur les plages de la lune [Στις παραλίες του φεγγαριού], MLK, 2016.